# Georges, évêque des Arabes
Georges, dit « l'évêque des Arabes », est un écrivain et savant de langue syriaque, évêque de l'Église jacobite, mort en février 724.

## Éléments biographiques
Il se forma dans sa jeunesse au monastère de Kennesrin, où il fut l'élève de Sévère Sebôkht (mort en 667) et le condisciple de Jacques d'Édesse. Il s'instruisit aussi auprès d'Athanase de Balad (qui fut le patriarche Athanase II de 683/84 à 686/87). Le 21 novembre 686, il fut consacré évêque des tribus arabes chrétiennes de Tay, Uqayl et Tunukh. Le siège de ce diocèse était la ville d'Aqula, c'est-à-dire al-Kufa, et l'évêque jacobite résidait dans un monastère à proximité de la ville. Il exerça cette fonction jusqu'à sa mort.

## Œuvre
Georges fut avec Jacques d'Édesse et Athanase de Balad l'un des principaux savants de l'Église jacobite de son époque. On conserve de lui :
- des commentaires de livres de la Bible dont des extraits sont cités dans les commentaires postérieurs du patriarche Georges Ier, du moine Sévère[1], de Denys bar Salibi et de Bar-Hebraeus ;
- un commentaire sur les sacrements de l'Église, notamment le baptême, l'onction et l'eucharistie ;
- une collection de scholies sur les Homélies de Grégoire de Nazianze ;
- une grande partie du septième livre (sur l'homme) de l'Hexaéméron de Jacques d'Édesse (que ce dernier, mort en 708, avait laissé inachevé) ;
- une traduction en syriaque de l'Organon d'Aristote (non faite par lui, puisqu'il déclare dans une de ses lettres qu'il ne connaît pas le grec), avec chaque livre précédé d'une introduction et chaque section suivie d'un commentaire (ouvrage considéré par Ernest Renan comme le commentaire le plus important et le plus précis de ce texte en syriaque, conservé de façon incomplète, sur deux cent quarante-quatre pages, dans un manuscrit de la British Library, avec la traduction en gros caractères et le commentaire écrit plus petit) ;
- six homélies métriques (en vers de douze syllabes) : une sur le saint chrême ; une longue sur Sévère d'Antioche ; une consacrée à des moines solitaires ; une sur le calendrier liturgique ; une sur le dimanche des Rameaux ; et une sur les Quarante martyrs de Sébaste (seule l'homélie sur Sévère d'Antioche est d'attribution indiscutée) ;
- un cantique (sughitha) en vers heptasyllabes sur le sacrifice d'Abraham ;
- douze lettres, dont onze conservées à la British Library (couvrant cent quarante pages de manuscrits) : une datée de mai 717 et adressée à Mari, supérieur du monastère de Tell 'Adda (réponse à vingt-deux questions sur des hérésies) ; une datée du 5 janvier 715 et adressée au diacre Barhadbshabba du monastère de Beth Meluta ou Talitha ; une adressée au reclus Josué de Baneb (réponse à une question sur une hérésie) ; une datée de juillet 714 et adressée au même (réponse à neuf questions sur Aphraate le Sage persan et réfutation de ses prédictions sur la fin du monde, de son opinion selon laquelle au moment de la mort l'âme est inhumée dans un corps insensible, etc.) ; une datée également de juillet 714 et adressée au stylite Jean d'Atharib (réponse à huit questions sur l'astronomie) ; une datée de mars 715 et adressée au même (explication des lettres de Jacques d'Édesse à Cyrius de Dara, non comprises par le destinataire, et réponse à des questions de logique posées par un certain Thomas le Sculpteur ; lettre où Georges précise qu'il ne connaît pas le grec, contrairement à Jacques d'Édesse) ; une datée de mars 716 et adressée au même (réponse à trois questions d'astronomie) ; une datée du 6 mars 718 et adressée au même (à propos d'une dispute qui s'était élevée dans une assemblée de clercs sur la prière pour les morts et la confession des péchés) ; une adressée au même consacrée à la lettre de Jacques d'Édesse sur l'ascète Abraham ; une datée de décembre 717 et adressée à Josué de Baneb (réponse à trois questions sur les sacrements) ; une adressée à son secrétaire le prêtre Jacques (sur deux passages de Grégoire de Nazianze dont il conteste la traduction, la version correcte lui ayant été donnée par Athanase de Balad) ; une (non insérée dans la même collection) adressée à un ascète nommé Addaï.

Certaines de ces lettres figurent dans le Nomocanon de l'Église syriaque orthodoxe. Une des lettres reproduit un fragment de Bardesane d'Édesse (publié par François Nau dans Bardesane l'astrologue, 1899)
Dans l'une de ses lettres à Jean d'Atharib, il mentionne une Chronique historique qu'il avait composée, qui est perdue, mais qui est citée comme source dans la Chronographie d'Élie de Nisibe.

### Éditions
- R. H. Connolly et H. W. Codrington (éd.), Two Commentaries on the Jacobite Liturgy, by Georg, Bishop of the Arab Tribes, and Moses bar Kepha (texte syriaque et traduction anglaise), Londres, 1913.
- J.-B. Chabot et A. Vaschalde (éd.), Jacobi Edesseni Hexaemeron (texte syriaque et traduction latine), CSCO 92/97, Script. Syri 44/48, Louvain, 1928-1932.
- Kathleen E. McVey (éd.), George, bishop of the Arabs. A Homily on Blessed Mar Severus, Patriarch of Antioch (introduction, texte syriaque et traduction anglaise), CSCO 530/531, Script. Syri 216/217, E. Peeters, Louvain, 1993.